# Pararctia yarrowi
Pararctia yarrowi là một loài bướm đêm thuộc phân họ Arctiinae, họ Erebidae.